# Office des lectures

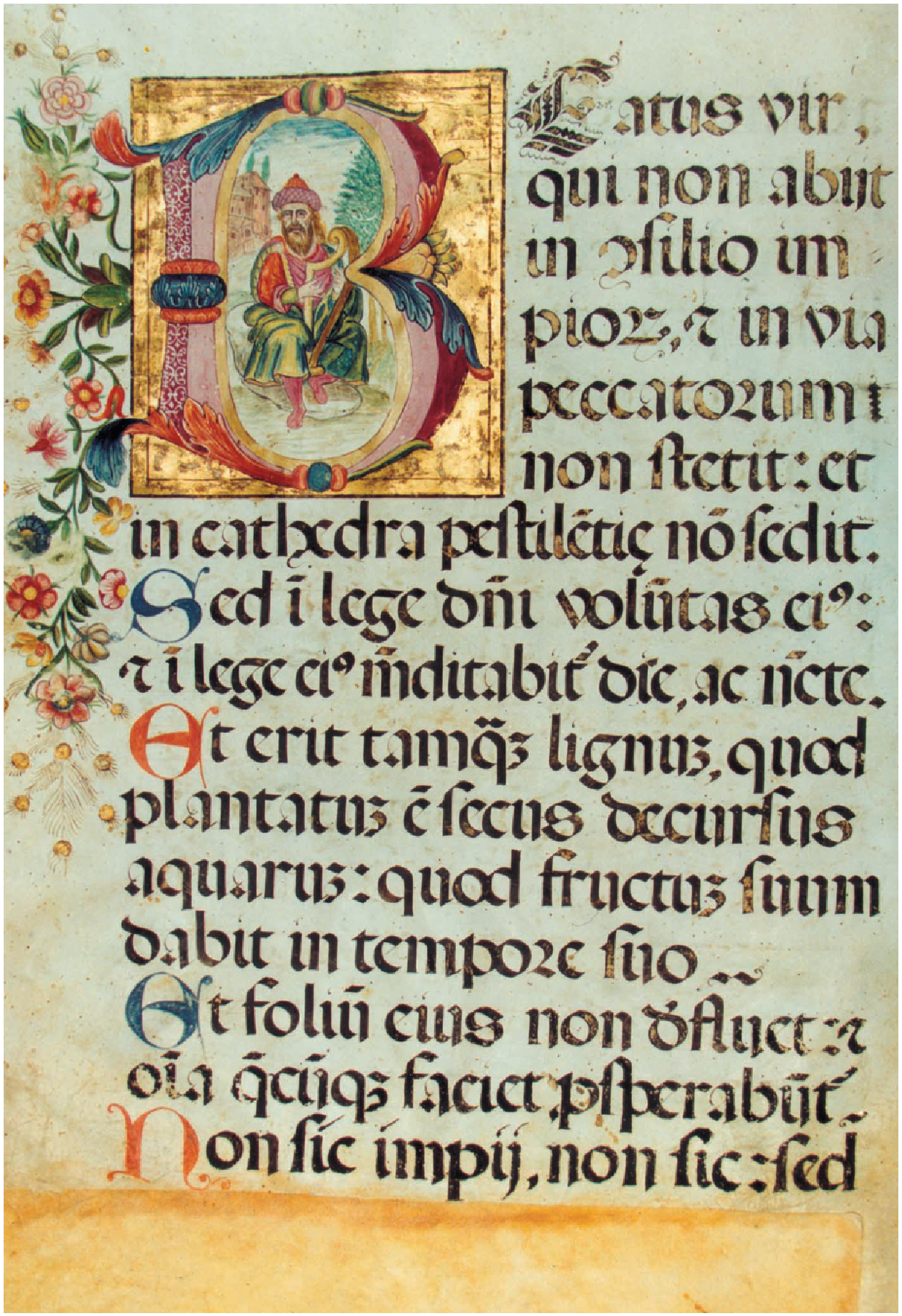
Exemple de psautier diurne du XVII. Bibliothèque Scarabelli, Caltanissetta.

L'office des lectures est une prière de la liturgie des heures. Cette prière est célébrée seul ou à plusieurs par les chrétiens, elle fait partie des sept prières quotidiennes de la liturgie des heures. 
Il correspond aux Matines de l'office monastique. Contrairement à cet office qui se célèbre la nuit, l'office des lectures peut être célébré à n'importe quel moment de la journée, tout en gardant un caractère nocturne.
Cet office est également célébré par les laïcs catholiques qui le désirent ou s'y sentent appelés.